# Bursa rosa
Bursa rosa is een slakkensoort uit de familie van de Bursidae. De wetenschappelijke naam van de soort is voor het eerst geldig gepubliceerd in 1811 door Perry.

## Voorkomen
Deze soort komt voor in tropische gebieden in de Indische- en het westelijk deel van de Grote Oceaan en kan tot 40 mm groot worden. Het is een carnivoor die leeft in ondiep water op rotsen en koraalriffen.